# Gonzalo Herralde
Gonzalo Herralde Grau, conocido como Gonzalo Herralde (Barcelona, 22 de octubre de 1949) es un distribuidor de documentales y director de cine español. Es hermano del editor y escritor Jorge Herralde.
El cine de Herralde se ha caracterizado por buscar la combinación entre el documental y la ficción. En sus películas intenta adentrarse en las mentes de los protagonistas para psicoanalizarlas. También tienen cabida las ciencias, así como la literatura y la arquitectura. En definitiva, Gonzalo Herralde busca un público diferente e interesado por la cultura. 

## Filmografía[1]
- 1975. La muerte del escorpión
- 1977. Raza, el espíritu de Franco
- 1978. El asesino de Pedralbes
- 1980. Vértigo en Manhattan
- 1983/4. Últimas tardes con Teresa, basada en la novela de Juan Marsé
- 1986. Laura en la ciudad de los santos, basada en la novela de Miquel Llor
- 1991/3. La febre d'or, basada en la novela de Narcís Oller

## Premios y distinciones
Festival Internacional de Cine de San Sebastián
| Año  | Categoría                                                          | Película                | Resultado |
| ---- | ------------------------------------------------------------------ | ----------------------- | --------- |
| 1978 | Premio Perla del Cantábrico al mejor largometraje de habla hispana | El asesino de Pedralbes | Ganador   |